# Felicitas Blangini-Klenze
Felicitas Blangini-Klenze (* 10. Juli 1794 in Turin; † 9. November 1844 in München; geborene Felicitas Blangini) war Sängerin am Hof des Königreichs Westphalen und dem Kasseler Theater, Schwester des seinerzeit berühmten Komponisten und Musikers Felice Blangini und Ehefrau von Leo von Klenze.
Sie wuchs in Paris auf, wo sie sich in Gesang ausbilden ließ. Von 1810 bis 1813 war sie Kammersängerin am Hof des Königreichs Westphalen und dem Kasseler Theater, welches von ihrem Bruder Felix Blangini geleitet wurde. 
In Kassel lernte sie ihren zukünftigen Ehemann Leo Klenze kennen und heiratete ihn am 28. August 1813.
Mit dem Untergang Napoleon Bonapartes flüchteten Felicitas und Leo Klenze gemeinsam mit Felix Blangini Ende Oktober 1813 nach München. Hier konnte sich Felix Blangini an König Maximilian I. Joseph von Wittelsbach wenden, denn er hatte seit 1805 die Stellung des bayerischen Kapellmeisters inne. Außerdem war seine Schwester Therese Blangini seit 1804 bayerische Kammersängerin und persönliche Gesangslehrerin der bayerischen Kurfürstin Karoline von Baden, ab 1806 Königin Karoline von Bayern.
Da sich für Klenze in München noch keine beruflichen Perspektiven ergaben, zogen Felicitas und Leo Klenze nach Paris weiter, wo am 21. Juli 1814 ihr erster Sohn Hippolyt geboren wurde. Nach der Einstellung Klenzes als Privatarchitekt des bayerischen Kronprinzen Ludwig I. zog die Familie endgültig nach München.
Felicitas lebte die folgenden Jahre an der Seite von Leo von Klenze. Sie starb am 9. November 1844 im Alter von nur 50 Jahren und ist neben ihrem Mann auf dem Alten Südfriedhof in München bestattet.